# Ponte Banpo
A Ponte Banpo ou Grande Ponte Banpo (em coreano:  반포대교) é uma ponte situada sobre o rio Han, no centro de Seul, Coreia do Sul. A ponte liga os distritos de Seocho e Yongsan. A Ponte Banpo está acima da Ponte Jamsu, formando uma ponte de "dois andares". Durante os períodos de elevada pluviosidade, a Ponte Jamsu é projetada para submergir tanto quando o nível da água do rio sobe, como quando o andar inferior encontra-se perto da linha de água. Esta plataforma incorpora via de pedestres e de bicicletas que dão acesso fácil ao Parque Hangang Banpo do lado norte do rio. A Ponte Banpo é uma ponte de viga e foi concluída em 1982.

## Fonte Arco-íris do Luar
A Fonte Arco-íris do Luar (em coreano:  달빛무지개 분수) é a maior fonte de ponte do mundo que estabeleceu um recorde mundial com cerca de 10.000 bocais de LED que funcionam ao longo de ambos os lados que possui 1.140 metros de comprimento, lançando 190 toneladas de água por minuto. Instalada em setembro de 2009 na Ponte Banpo, o prefeito de Seul Oh Se-hoon elogiou que a ponte vai embelezar ainda mais a cidade e tornar-se uma vitrine eco-amigável de Seul, pelo fato de que a água é bombeada diretamente a partir do próprio rio e é continuamente reciclada.